# Bertil Karlsson (friidrottare)
Bertil Karlsson, född 19 september 1919 i Skogs-Tibble församling, död 31 december 2012 i Uppsala var en svensk idrottsman (långdistanslöpare). Han tävlade för Hammarby IF och IF Linnéa.
Karlsson vann SM-guld på 5 000 meter 1950 och på 10 000 meter år 1952.